# Ren Furuyama
Ren Furuyama (古山 蓮 Furuyama Ren?), född 11 november 1998 i Kanagawa prefektur, är en japansk fotbollsspelare.
Furuyama spelade för YSCC Yokohama.